# Frederick John Rose
Frederick John Rose, né le 21 septembre 1831 à Oxford en Angleterre et mort le 1er décembre 1920 en Australie, est un ancien professeur et directeur sourd du Victorian College for the Deaf en Australie.

## Biographie
Frederick John Rose est né le 21 septembre 1831 à Oxford en Angleterre et il est devenu sourd à l'âge de quatre ans à cause d'une scarlatine.
Pendant la période de la Ruée vers l'or au Victoria, il s'installe avec son frère dans cet État.
En 1859, Frederick John Rose décide d'enseigner les enfants sourds après avoir lu, dans l'édition du 16 février du journal The Argus de Melbourne, une lettre rédigée par une mère d'un jeune sourd, à la recherche d'un enseignement pour son enfant. En 1860, il ouvre l'école Victorian Deaf and Dumb Institution dans sa maison de Windsor, dans la banlieue de Melbourne, et le nombre d'élèves augmente de 12 à 28 entre 1860 et 1866. En 1867, l'école est déménagée à St Kilda Road, toujours à Melbourne, et sera renommée Victorian College for the Deaf.
Frederick John Rose meurt le 1er décembre 1920 et est enterré au Cimetière de St Kilda.